# Riverie
Riverie é uma comuna francesa na região administrativa de Auvérnia-Ródano-Alpes, no departamento de Ródano. Estende-se por uma área de 0,4 km². Em 2010 a comuna tinha 326 habitantes (densidade: 815 hab./km²).